# Dzintars
«Dzintars» (произносится Дзы́нтарс, в переводе янтарь) — латвийская компания, разрабатывающая и выпускающая парфюмерию и косметику. Расположена в Риге, в микрорайоне Зиепниеккалнс (в переводе с латышского — Гора Мыловаров; топоним вероятно восходит к истории фабрики).

## История
Ведёт свою историю с мыловаренной и парфюмерной фабрики Бригера (основатель — Генрик Адольф Бригер), основанной в 1849 году и существовавшей до присоединения Латвии в 1940 году.
С 1940 до 1956 года национализированное предприятие переименовали в «Саркана Аусма» («Sarkanā Ausma», в переводе «Красная заря»).
После объединений и реорганизаций национализированных мыловаренных и парфюмерных предприятий в 1951 году одна из фабрик получила название «Dzintars».
В 1976 году было основано производственное объединение парфюмерно-косметической промышленности «Дзинтарс» при объединении парфюмерно-косметического завода «Дзинтарс» и Рижского мыловаренного завода (который с мая 1987 года стал самостоятельным предприятием).
По данным энциклопедии «Рига», объединение производило широкий ассортимент продукции, около 200 видов. В 1986 году объём товарной продукции составил 125,6 млн. единиц на сумму 119 млн. рублей. Использовалось как советское, так и импортное сырьё. 44 разработки были признаны авторскими изобретениями. Продукция была реализована во все союзные республики, страны СЭВ, а также в США, Финляндию, Швейцарию, ФРГ, Францию, Испанию, Индию.
После 1991 года — акционерное общество.

## «Dzintars» после распада СССР
Компания осуществляла разработку и производство парфюмерии, косметики, растительных экстрактов, парфюмерных композиций для отдушки.
Общая численность персонала — примерно 400 человек.
В ассортимент продукции АО «Dzintars» входило[когда?] более 750 изделий парфюмерии, декоративной косметики, средств по уходу за лицом, телом, волосами и другие изделия биокосметики.
В целом АО Dzintars в Латвии принадлежали[когда?] 50 специализированных магазинов.
В период с 1998 до 2004 года на предприятии прошла реорганизация, после которой немецкая аудиторская компания провела сертификацию и выдала сертификат GMP Cosmetic. Предприятие имеет также сертификаты ISO 14001, ISO 9001 и ISO/IEC 17025. Также предприятием была получена награда, врученная The World Intellectual Property Organization — «WIPO Trophy for Innovative Enterprises». В 2010 году компания Dzintars получила лицензию международного стандарта Ecocert.
Имея собственную сеть в Прибалтике, в середине 2000-х компания намеревалась создать свою розничную сеть и в России, однако этого не случилось. 
В 2010 году нетто-оборот составил 7,5 млн евро (в 2009 году — 6,3 млн евро).
В 2017 году оборот «Dzintars» составил 6,284 млн евро, убытки — 1,766 млн евро. 
Общая задолженность «Dzintars» по налогам и другим обязательным платежам, установленным государством - на день принятия решения Службы Государственных Доходов составила 6,8 млн евро, хотя при первоначальном утверждении плана мер правовой защиты налоговая задолженность составляла почти 3,46 млн евро.
В конце 2019 г. суд признал «Dzintars» неплатёжеспособным.
После признания неплатежеспособности предприятия АО «Dzintars» осталась должна более чем 200 работникам около 640 000 евро.

### Продажа собственности
Активы неплатежеспособного акционерного общества «Dzintars», включающие здание, производственное оборудование, транспортные средства, мебель, оргтехнику и 87 торговых марок, были приобретены 26 августа 2020 года за 5,5 миллионов евро микропредприятием ООО «Ritrem» с уставным капиталом 2845 евро.

### Перспективы
В сентябре 2020 был заключен договор о приобретении активов обанкротившегося предприятия эстонским промышленным концерном «Skinest Group».
Новый владелец, концерн «Skinest Group» эстонского предпринимателя Олега Осиновского, планировал возобновить деятельность предприятия в октябре 2020 года. Выпуск новой продукции под руководством ООО «H.A. Brieger» (дочерней компании «Skinest Group») был запланирован на март 2021 года. Оборот предприятия в 2021 году превысил 1,5 млн евро. В августе 2021 года Удалова в интервью LETA заявила, что в 2022 году H.A. Brieger достигнет оборота в 10 млн евро.